# Великий Полюхов
Великий Полюхов (укр. Великий Полюхів) — село в Глинянской городской общине Львовского района Львовской области Украины.
Население по переписи 2001 года составляло 301 человек. Занимает площадь 1,58 км². Почтовый индекс — 80724. Телефонный код — 3265.